# Hadena siculimima
Hadena siculimima är en fjärilsart som beskrevs av Felix Bryk 1948. Hadena siculimima ingår i släktet Hadena och familjen nattflyn. Inga underarter finns listade i Catalogue of Life.